# Havixbeck
Havixbeck település Németországban, azon belül Észak-Rajna-Vesztfália tartományban. Lakosainak száma 12 215 fő (2023. december 31.). Havixbeck Senden és Nottuln községekkel határos.

## Népesség
A település népességének változása:
| Lakosok száma | 8734 | 11 689 | 11 732 | 11 829 | 11 940 | 12 141 | 12 215 |
|               | 1975 | 2015   | 2017   | 2019   | 2021   | 2022   | 2023   |